# Mario Omar Méndez
Mario Omar Méndez (11 maja 1938) – piłkarz urugwajski noszący przydomek Chola. Początkowo pomocnik, potem stoper.
Jako piłkarz klubu Sud América Montevideo wziął udział w ekwadorskim Copa América 1959, w którym Urugwaj zdobył mistrzostwo Ameryki Południowej. Méndez zagrał we wszystkich czterech meczach – z Ekwadorem (debiut w reprezentacji), Brazylią, Argentyną i Paragwajem.
Jako piłkarz Club Nacional de Football wraz z reprezentacją Urugwaju wziął udział w finałach mistrzostw świata w 1962 roku. Urugwaj odpadł w fazie grupowej, a Méndez zagrał we wszystkich trzech meczach – z Kolumbią, Jugosławią i ZSRR. Powołany został również do kadry "40" na finały mistrzostw świata w 1966 roku.
Od 6 grudnia 1959 do 12 czerwca 1968 rozegrał w reprezentacji Urugwaju 22 mecze i zdobył jedną bramkę.
Razem z klubem Nacional dorarł do finału Copa Libertadores 1964, a grając w klubie CA Peñarol dotarł do półfinału Copa Libertadores 1968.